# Красовський Михайло Якович
Красовський Михайло Якович (11 січня 1878, Єлисаветград, Херсонська губернія, Російська імперія — ?) — старшина Дієвої Армії УНР.

## Біографія
Народився у місті Єлисаветград Херсонської губернії.
Закінчив Єлисаветградську класичну гімназію, Київське піхотне юнкерське училище (у 1903 році), вийшов підпоручиком до 7-го Красноярського резервного батальйону. Згодом перевівся до 27-го Східно-Сибірського стрілецького полку, у складі якого брав участь у Російсько-японській війні. Був поранений, за бойові заслуги позачергово був підвищений до рангу поручика. Закінчив Імператорську Миколаївську військову академію за 1-м розрядом (у 1914 році). Брав участь у Першій світовій війні. У 1917 році — в. о. начальника штабу 47-го армійського корпусу. Останнє звання у російській армії — підполковник.
В українській армії з 20 березня 1918 року: начальник штабу 7-ї пішої дивізії Армії УНР, згодом — Української Держави. З 28 грудня 1918 року — начальник штабу Холмсько-Галицького фронту Дієвої Армії УНР. З березня 1919 року — помічник начальника Головного управління Генерального штабу Дієвої Армії УНР.
Восени 1919 року перейшов до Збройних Сил Півдня Росії. У 1920 році перебував у Криму, у резерві офіцерів Російської армії П. Врангеля. Був членом Української громади Криму, яку очолював генерал  Янушевський. Мав бути начальником штабу Української дивізії, яку планував створити генерал Янушевський у складі Російської армії П. Врангеля.
Подальша доля невідома.